# La vuelta de El Coyote
La vuelta de El Coyote es una película de cine española del año 1997 dirigida por Mario Camus. Está basada en las aventuras del héroe californiano (muy similar a El Zorro) protagonista de una saga de novelas muy populares entre la generación de la posguerra española.

## Argumento
Aunque siempre perteneció a México, en 1852, California pasó a integrar los Estados Unidos. Don César Echagüe, un hidalgo español, ante la amenaza de verse desposeído de sus tierras, hace volver de Cuba a César, su único hijo varón. Pero el joven, absolutamente reacio a la violencia, no responde a lo que su padre esperaba de él. Por el contrario, su actitud, y sus ademanes encolerizan a su padre y desconciertan a su prometida Leonor, los cuales ignoran que esconde un secreto. De repente, como respuesta a la injusticia social, entra en acción un enigmático enmascarado: "El Coyote", que se enfrenta a la gente sin escrúpulos que intenta apoderarse de las tierras con la connivencia de los ambiciosos y corruptos militares que gobiernan el territorio.

## Polémicas
La película fue un fracaso de crítica y taquilla. Los fanes del personaje se sintieron defraudados por el guion y el bajo presupuesto. 
La elección de la modelo Mar Flores como actriz protagonista resultó polémica, así como la producción a cargo de Enrique Cerezo.

## Reparto
| Actor/Actriz            | Personaje         |
| ----------------------- | ----------------- |
| José Coronado           | El Coyote         |
| Mar Flores              | Beatriz           |
| Nigel Davenport         | Félix de Echagüe  |
| Chiara Caselli          | Leonor de Azevedo |
| Ana Duato               | Joy               |
| Neil Boorman            | Gen. Clarken      |
| Raymond Lovelock        | Edmond Greene     |
| Manuel Alexandre        | Julián            |
| Simón Andreu            | Montalbán         |
| Ramón Langa             | Salinas           |
| Antonio Valero          | Segura            |
| Isabel Serrano          | Antonia           |
| Paul Codman             | Capitán Walker    |
| Verónica Pastrana       |                   |
| Christopher Adamson     | Walker            |
| Manuel Zarzo            | García Oviedo     |
| Luis Peña               | McAdams           |
| Carmen Rossi            | Adelia            |
| Roberto Perdomo         | Evelio            |
| Carlos Miguel Caballero | Timoteo Lugones   |
| Carlos Alcalde          | Leocadio          |
| José Luis Santos        |                   |
| Jesús Garrido           |                   |
| José Antonio Correa     |                   |
| Martxelo Rubio          | Hombre posada     |
| Domingo Beltrán         |                   |
| Sonia Bau               |                   |
| Óscar Zafra             | Mexicano 2        |
| Txema Blasco            | Funcionario       |
| José Luis Beltrán       |                   |
| Óscar Dominé            |                   |
| Arsenio Mayo            | Público 3         |
| Juan García del Santo   |                   |
| Bernardo Díaz           |                   |
| Tony Isbert             |                   |
| Antonia Gonzaga         |                   |
| Miguel Hermoso Arnao    | Mexicano 1        |
| Teresa del Olmo         | Maria             |
| Guillermo Toledo        |                   |